# Бухар-Жирауський сільський округ
Буха́р-Жира́уський сільський округ (каз. Бұқар жырау ауылдық округі, рос. Бухар-Жирауский сельский округ) — адміністративна одиниця у складі Бухар-Жирауського району Карагандинської області Казахстану. Адміністративний центр — село Бухар-Жирау.
Населення — 392 особи (2021; 606 у 2009, 1056 у 1999, 1819 у 1989).
Станом на 1989 рік існувала Озерна сільська рада (села Озерне, Победа, Семізбуга).

## Склад
До складу округу входять такі населені пункти:
| Населений пункт   | Населення, осіб (1989) | Населення, осіб (1999) | Населення, осіб (2009) | Населення, осіб (2021) |
| ----------------- | ---------------------- | ---------------------- | ---------------------- | ---------------------- |
| Бухар-Жирау, село | 873                    | 501                    | 273                    | 186                    |
| Семізбуга, село   | 441                    | 236                    | 136                    | 80                     |
| Шалкар, село      | 505                    | 319                    | 197                    | 126                    |